# Megalaria allantoidea
Megalaria allantoidea är en lavart som beskrevs av Fryday. Megalaria allantoidea ingår i släktet Megalaria och familjen Megalariaceae.   Inga underarter finns listade i Catalogue of Life.